# Sos tysiąca wysp

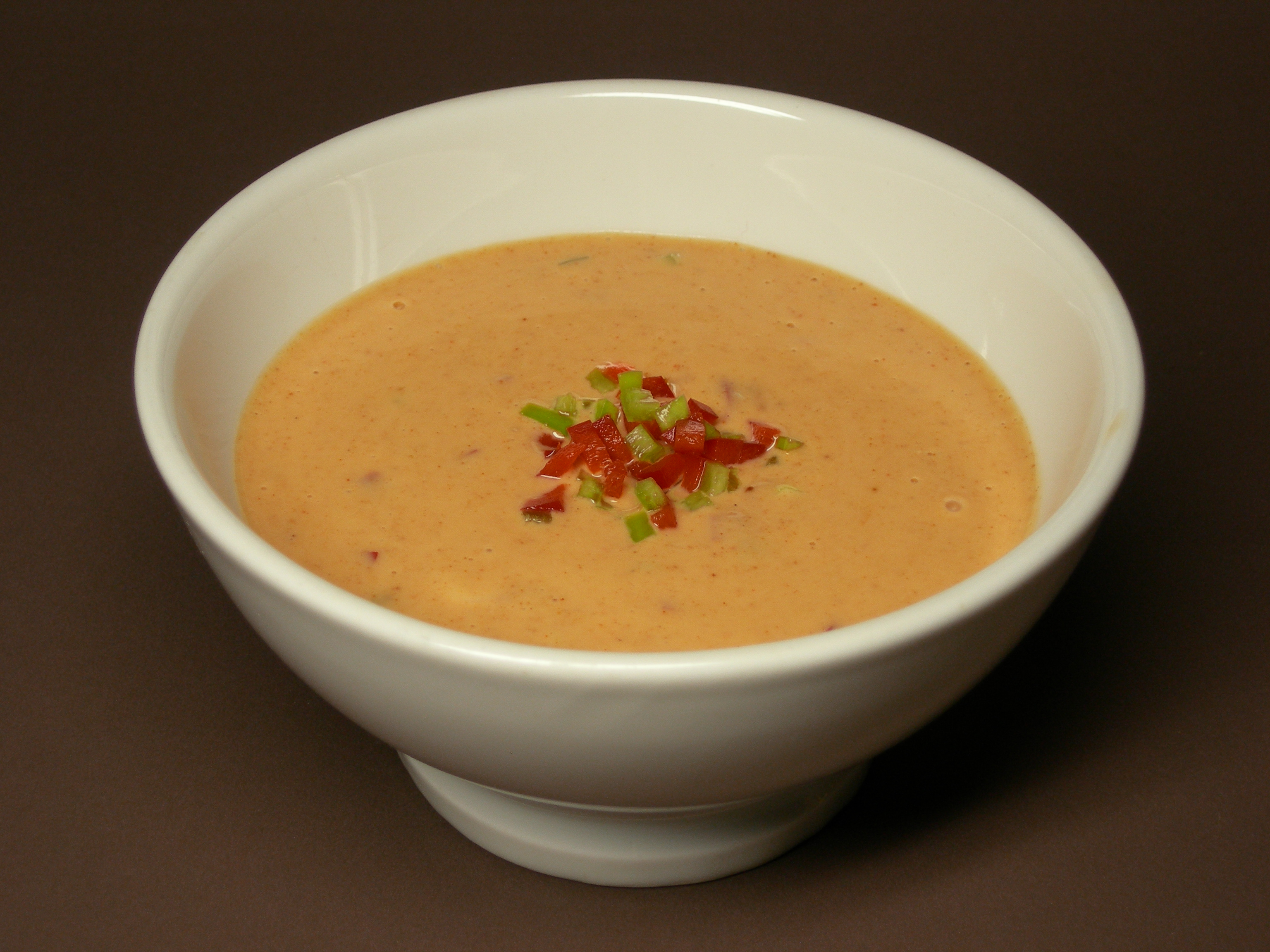
Sos tysiąca wysp

Sos tysiąca wysp (ang. Thousand Island dressing) – sos do sałatek i kanapek, którego podstawowym składnikiem jest majonez. Dodatki mogą się zmieniać. Najczęściej są to: jaja na twardo, sos chili, świeża papryka, słodkie pikle, pietruszka, siekane oliwki, cebula.
Nazwa pochodzi od nazwy regionu Tysiąca Wysp na pograniczu USA i Kanady, gdzie mieszkała jego wynalazczyni Sophia LaLonde, która przekazała swoją recepturę znanej aktorce teatralnej May Irwin oraz właścicielowi hotelu Harold. May wymyśliła nazwę sosu, a hotel pierwszy raz umieścił sos 1000 wysp w swoim menu. Kiedy nowy sos zyskał popularność, hotel zmienił swoją nazwę na 1000 Island Inn.
Oryginalny sos można nabyć za pośrednictwem internetu lub zatrzymując się w hotelu. Rocznie jest sporządzanych 5000 butelek sosu. Sos ten jest produkowany na masową skalę między innymi przez przedsiębiorstwo Heinz.